# Крыгер, Агата
Агата Крыгер (пол. Agata Kryger; род. 29 ноября 1997, Торунь) — польская фигуристка, выступавшая в одиночном катании. Трёхкратная чемпионка Польши (2013—2015), участница чемпионата Европы (2014, 2015).

## Биография
Начала заниматься фигурным катанием в пять лет. Тренировалась в клубе «MKS Axel Toruń» города Торунь под руководством Мариуша и Дороты Сюдек. Впоследствии по настоянию Польского союза фигурного катания переехала в канадский Калгари, где проживала в трёх разных семьях. Находясь в Канаде проходила подготовку у Скотта Дейвиса и Джеффа Лэнгдона, тренируясь с семи утра до семи вечера. Над постановкой программ с ней работала хореограф Евгения Грес.
На юниорском уровне спортсменка три года каталась в международной серии Гран-при, лучшим результатом в рамках которого стало одиннадцатое место на этапе в Польше. Крыгер дважды представляла сборную страны на юниорском чемпионате мира, но оба раза не сумела попасть в число двадцати четырёх лучших, что даёт возможность выступить в финальном сегменте — произвольной программе.
Крыгер, наряду с фигурным катанием увлекавшаяся танцами и музыкой, была четырнадцатикратной чемпионкой Польши, учитывая все возрастные категории, включая три победы среди взрослых в 2013—2015 годах. Помимо этого, к свои главным достижениям она отнесла золотые медали на взрослых международных турнирах Toruń Cup и Warsaw Cup, завоеванные в сезоне 2013/14.
Фигуристка два раза участвовала в чемпионате Европы. На дебютном чемпионате, проходившем в 2014 году она достигла произвольной программы и расположилась на двадцать первом месте, установив личный рекорд во всех сегментах — коротком и произвольном прокатах, а также по сумме баллов. В следующем году она вновь выступила на чемпионате Европы, где сорвала короткую программу и заняла последнее тридцать восьмое место.
В сентябре 2016 года приостановила соревновательную карьеру.

## Программы
| Сезон   | Короткая программа                                       | Произвольная программа                                                  |
| ------- | -------------------------------------------------------- | ----------------------------------------------------------------------- |
| 2014/15 | - Попурри на музыкальные темы из фильмов о Джеймсе Бонде | - «Дамы в лиловом» Найджел Хесс - «В пещере горного короля» Эдвард Григ |
| 2013/14 | - «Seraphin»                                             | - «Дамы в лиловом» Найджел Хесс - «В пещере горного короля» Эдвард Григ |
| 2012/13 | - «Seraphin»                                             | - «Лунная соната»                                                       |

## Результаты
| Соревнования                | 11/12         | 12/13         | 13/14         | 14/15         |
| Международные               | Международные | Международные | Международные | Международные |
| --------------------------- | ------------- | ------------- | ------------- | ------------- |
| Чемпионат Европы            |               |               | 21            | 38            |
| Золотой конёк Загреба       |               |               | 11            |               |
| Warsaw Cup                  |               |               | 1             |               |
| Toruń Cup                   |               |               | 1             |               |
| Международные среди юниоров |               |               |               |               |
| Чемпионат мира              |               | 36            | 33            |               |
| ЕЮОФ                        |               | 10            |               |               |
| Гран-при Словакии           |               |               | 16            |               |
| Гран-при Польши             | 18            |               | 11            |               |
| Гран-при Эстонии            | 19            |               |               |               |
| Кубок Ниццы                 | 5             |               |               |               |
| Warsaw Cup                  | 13            | 4             |               |               |
| Toruń Cup                   | 2             | 2             |               |               |
| Национальные                |               |               |               |               |
| Чемпионат Польши            | 2             | 1             | 1             | 1             |